# Anglars-Juillac
Anglars-Juillac é uma comuna francesa na região administrativa de Occitânia, no departamento de Lot. Estende-se por uma área de 5,48 km². Em 2010 a comuna tinha 338 habitantes (densidade: 61,7 hab./km²).